# なんてったって日曜はスポーツ
なんてったって日曜はスポーツ！（なんてったってにちようはスポーツ！）は、秋田放送ラジオ（以下、ABS）で放送しているスポーツを話題にする番組である。放送時間は日曜 10:15-10:35。1990年4月8日に放送開始。略称は「日スポ」。

## 概要
スポーツ実況やスポーツ選手のインタビューを放送する秋田県民の秋田県民による秋田県民のためのスポーツ番組。
ABSアナウンス部の制作で2009年6月7日の放送で1000回目となった。1000回目のゲストは能代工業高校バスケットボール部元監督加藤廣志。1002回目のゲストは登山の話題で寺田典城前秋田県知事だった。
そのほか小野平元秋田商業高校公式野球部監督や内藤徳男元男鹿工業高校ラグビー部監督など県内の有名監督も出演。定番の種目から独自の話題まで幅広くカバーする。
また県内の有名選手の声で様々なジャンルの音楽に乗せたジングルを随所にはさむのも特徴。
前身は昭和40年代の「週刊スポーツコーナー」。
スポーツ実況の種目は多岐に渡る。野球をはじめサッカー・ラグビー・バスケット・バレーボール・ボクシング・陸上競技・柔道・剣道・水泳・レスリング・バドミントン・ウェイトリフティング・相撲・弓道・綱引き・スキー（アルペン　クロスカントリー　ジャンプ　コンバインド）などラジオでは稀にみる多さ。
地元のプロスポーツ、ブラウブリッツ秋田（旧TDKサッカー部）や、秋田ノーザンハピネッツも特集している。2010年よりbjリーグに新規参入した秋田ノーザンハピネッツの開幕戦ダイジェストもこの番組で放送した。
パーソナリティは、2018年4月よりABSアナウンサーが週替わりで担当している 。

## 放送時間について
当番組の放送開始以来、日曜8:25 - 8:55（1990年4月 - 1997年）→ 日曜11:20 - 11:50（1997年 - 2001年9月）→ 日曜8:00 - 8:30（2001年10月 - ）の30分番組で放送されてきたが、2021年4月4日からは8:00-10:00の時間帯に「地方創生プログラム ONE-J」がABSラジオでも放送されることになったため、その日の放送より放送時間が7:10-7:30までの20分番組に変更となった。さらに2022年春の番組改編により同年4月3日からは10:15-10:40までの25分番組となり、2023年春の番組改編からは10:15-10:35の20分番組として放送されている。

## 番組構成（2021年4月4日より）
- タイトルコール - スポーツ選手、番組に出演するゲスト（指導者など）に一言プラス番組名を言ってもらう（ない場合は当日のパーソナリティのタイトルコールで番組テーマ曲がスタートする）
- オープニング - 挨拶およびメニュー紹介
- 話題1 - メーンの話題
- 曲
- 話題2 - その他話題（話題1の続きが放送される時もある）
- エンディング　話題のまとめと秋田県内で今後開催されるスポーツ大会予定などを紹介（ない場合もある）

（番組初期の生放送時代）
- タイトルコール - スポーツ選手または番組に出演するゲスト（指導者など）に一言プラス番組名を言ってもらう（ない場合もある）
- オープニング - 挨拶およびメニュー紹介
- CM 1
- はがきによるメッセージ紹介
- 話題1 - メーンの話題
- 話題2・話題3 - その他話題
- 曲およびニュース - 曲をかけてブレイク、また音楽に乗せて前日のスポーツ結果を放送（ない場合もある）
- CM 2
- エンディング

## 特別番組
年末年始には1時間のスペシャル番組として放送することもある。1年の放送のダイジェストやテーマ性をもたせた番組を放送している。以前は「なんてったって日曜はスポーツ」という形をとらず「県内スポーツ○○」（○○には西暦）というタイトルで放送していた。
- 2006年01月01日(日) 新春なんてったって日曜はスポーツスペシャル2006
- 2006年12月31日(日) なんてったって日曜はスポーツスペシャル2006
- 2007年12月30日(日) なんてったって日曜はスポーツ秋田わか杉国体スペシャル～あの感動をもう一度～
  - 2007年は秋田わか杉国体のインタビューや実況を放送
- 2008年12月28日(日) なんてったって日曜はスポーツスペシャル2008～秋田から世界へ～
  - 2008年は秋田から世界へ挑んだ6人を紹介。（宇佐美大輔・松宮隆行・高橋勇市・藤井新悟・石田舞・榎洋之）
- 2012年3月の最終放送は佐藤が番組を離れるため、特別なお別れ企画を放送。

## パーソナリティ
- 1990年4月～1992年3月　佐藤美知子・菅原実
- 1992年4月～2001年3月　佐藤美知子・柳沼慎一
- 2001年4月～2003年3月　佐藤美知子・田村修
- 2003年4月～2007年3月　佐藤美知子・加藤隆弘
- 2008年4月～2009年3月　佐藤美知子・加藤隆弘・廣田裕司
- 2009年4月～2012年3月   佐藤美知子・廣田裕司
- 2012年4月～2012年12月  廣田裕司・吉村優
- 2013年1月～2017年3月　廣田裕司
- 2017年4月～2018年3月　新谷賢太郎
- 2018年4月～　　　　　　 廣田裕司、他 ABSアナウンサーが週替わりで担当。

## 過去のスポンサー
- 秋田県経済連 （本番組スタート時）
- カリフォルニア （本番組スタート時）
- 日本海建設
- ホテルレイトン秋田
- タケダスポーツ
- 秋田キャノン
- ワールドスポーツ
- ファーストステーション
- 海苑蕉風荘
- 山王の庭
- トヨタカローラ秋田

　ほか

## 過去のコーナー
- みなみちゃんを探せ
- ゴジラを探せ
- スポーツマンにボディブロー